# Сезар Франк
Сезар Франк (фр. César (Auguste-Jean-Guillaume-Hubert) Franck, пуним именом Сезар Огист Жан Гијом Ибер Франк) је био композитор, оргуљаш и професор на Париском конзерваторијуму, рођен у Белгији, а касније натурализован у Француској. Он је једна од најзначајнијих личности музичког живота у Француској друге половине 19. века. Савременик већине романтичарских композитора, релативно касно је сазрео као стваралац, но упркос томе је његов опус веома богат.

## Биографија

### Детињство и рана младост (1822—1841)
Сезар Франк је рођен у Лијежу (тада у Уједињеној Краљевини Низоземској, од 1830. у Белгији) у породици банкарског службеника, Николе Жозефа (Валонца) и Мари-Катарине Барб (пореклом Немице). Веома рано је показивао дар за сликање и музику, те понесен тадашњим трендовима, његов отац одлучује да га представи као вундеркинда за клавиром. Од детињства наступа са братом (виолинистом) широм Белгије. Већ са девет година похађа новоотворени Краљевски конзерваторијум у Лијежу, где, поред клавира и оргуља, добија прву подуку из композиције и теоријских предмета од реномираног професора Жозефа Досоања Меула. По Меуловој препоруци, Франков отац 1836. године покушава да упише своје синове на Париски конзерваторијум, но најпре бивају одбијени због шовинистичких ставова тадашњег декана Луиђија Керубинија, који се противио томе да странци похађају ову институцију. Стога, док је Никола Жозеф покушавао да осигура француско држављанство, Сезар приватно похађа наставу клавира код признатог педагога Жозефа Цимермана, односно теорије и композиције у класи Антона Рајхе — управо ће ови часови оставити дубок траг и на композиторов каснији опус. Пошто је његов отац добио француско држављанство, Франк 1837. године отпочиње студије клавира на Конзерваторијуму, оставши у Цимермановој класи, док теоријске предмете похађа код конзервативног Емеа Леборна (Керубинијевог ученика), јер је Рајха умро неколико месеци раније. У то време се спријатељује са једанаест година старијим Францом Листом, који ће му давати бројне савете и помоћ наредних година и деценија. После неколико година, изборно почиње да похађа часове оргуља код Франсое Беноаста, чији предмет је такође укључивао и наставу композиције и импровизације — оргуље ће у то време постати и остати Франков главни инструмент и опсесија.

### Период после студија. Франк као оргуљаш (1841—1865)
Пошто је освојио друго место у надметању за Римску награду 1841. године, незадовољан својим статусом, Франк напушта конзерваторијум не завршивши га. Најпре се враћа у Белгију, надајући се да ће тамо доживети веће признање, но ово се ипак завршава неуспехом. Стога, наредних година, ради као оргуљаш са повременим ангажманом у различитим црквама у Паризу и Орлеану, те као наставник музике. Његова дела из 1840-их година не доживљавају веће признање, упркос Листовим настојањима да их промовише на сопственим концертима. Прекида и односе са родитељима, који су били незадовољни чињеницом да њихов син не развија пијанистичку каријеру (за коју су били убеђени да може бити профитабилна), а могуће, и због његове љубавне везе са ученицом и каснијом супругом Јужином Фелисите Катарином Салио, чија породица је у целости припадала једној трупи позоришта Комеди франсез. Крајем деценије, доживљава нервни слом. Револуционарни догађаји из 1848. године представљају прекретницу и у Франковом животу: жени се и отпочиње породичан живот, мири са родитељима, те проналази трајнији ангажман као оргуљаш у цркви Нотр-Дам-де-Лоријет у Паризу. Тиме отпочиње један од мистериознијих периода његовог музичког живота: познато је да је доста импровизовао и експериментисао са оргуљама, но из овог времена није сачувано готово ниједно дело. У извесној мери се ово мења 1858. године, када добија ангажман као главни оргуљаш у Катедрали Свете Клотилде у Паризу, која је поседовала једне од најбољих симфонијских оргуља у Европи. С краја 1850-их и почетка 1860-их година јесте сачувано неколико Франкових оргуљских минијатура, но оне су објављене тек постхумно, почетком 20. века.

### Коначно признање и време успеха (1865—1886)
Сам Франк се у потпуности враћа стваралаштву средином 1860-их година, те ће у наредним годинама и деценијама настати сва његова најзначајнија дела. Најпре, добија додатно намештење као професор оргуља на Језуитској школи (где стиче известан број верних ученика, међу којима је најзначајнији Анри Дипарк). 1870. године, Француска бива поражена у Француско-пруском рату, што распирује германофобију и шовинизам. На таласу тога, 1871. године, он, Камиј Сен-Санс, Дипарк, Жил Масне и бројни други музичари оснивају Национално музичко удружење, чији примарни циљ је била заштита француске музике од спољашњих утицаја.
Недуго након тога, Франсоа Беноаст одлази у пензију 1872. године, те га Франк наслеђује на Париском конзерваторијуму (пошто је претходно, напокон, стекао француско држављанство). Овим дефинитивно отпочиње најплодоноснији период композиторовог живота, у којем ће настати дела свих жанрова. Иако није био постављен за професора композиције, његови часови оргуља постају, фактички, незванични курс композиције, импровизације и музичке теорије. Око њега се формира кружок веома верних ученика, познат као "Франкова банда" (La bande à Franck) којима, поред нешто старијег Дипарка, припадају и Венсан Д'Енди, Ернест Шосон и Луј Вјерн; а почетком наредне деценије, ове часове накратко похађа и млади Клод Дебиси.
Ипак, почетком 1880-их година долази до неспоразума у оквиру "Националног музичког удружења". Франк се, заједно са својим студентима, отворено залаже за нешто либералнији третман страних уплива у француској музици, док група композитора, примарно окупљена око Сен-Санса, инсистира на конзервативним ставовима. Овај сукоб убрзо ескалира, те Сен-Санс, са још неколицином музичара, напушта удружење. Франк постаје нови председник, но сада се он и његов кружок налазе на директном удару друштвених критика, које ће потрајати до композиторове смрти.

### Последњи период и смрт (1887—1890)
После деценије и по релативног успеха, од средине 1880-их година, Франкова дела се поново све чешће налазе на мети критика (то је нарочити случај са његовом "Симфонијом у де-молу"). Његови студенти, примарно веома утицајни Д'Енди, често иступају у јавности у одбрану свог професора, а за Франка се спорадично залаже и Дебиси, иако је претходно сам напустио његове часове због другачијих личних афинитета. Постаје и близак пријатељ са виолинистом и композитором Еженом Исајом, коме посвећује своју Сонату за клавир и виолину.
У лето 1890. године, Франк доживљава саобраћајну несрећу, када на његове кочије налеће трамвај на коњску вучу. Мада се од саме повреде опоравио, ово је утицало на његово већ нарушено здравље.
Штавише, он успева да отпочне наредну академску годину на Конзерваторијуму, али се већ средином октобра повлачи. Компонујући до самог краја своје последње дело, "Три корала за оргуље", умире 8. новембра у својој кући.
Сахрани на гробљу Монпарнас су присуствовали бројни композитори тадашње француске музичке сцене: Сен-Санс, Лео Делиб, Едуар Лало, Емануел Шабрије, Шарл-Мари Видор и бројни други.

## Опус

### Младалачка дела
Од дела која је написао у детињству и младости, свега неколико композиција се профилисало, те се и данас налазе на репертоару. Мада постоје тврдње да је већ до петнаесте године написао два клавирска концерта, извесно је да је до данас сачуван само други, док први (по свему судећи) није ни постојао: наиме, вољом Франковог оца, сачувани концерт (оп. 11, настао 1836. године) је нумерисан као "други" из комерцијалних разлога. То је уједно и једино дело из овог периода његовог стваралаштва које се и данас неретко налази на извођачком репертоару. У ово време, настало је и неколико композиција за клавир-соло (изгубљена соната, оп. 10) и камерне ансамбле.

### Период првог сазревања
Постоје одређене индиције да је почетком 1840-их година, док је био на Конзерваторијуму, Франк написао и једну младалачку симфонију у Ге-дуру, чији рукопис је, пак, изгубљен. Настају бројне клавирске и камерне минијатуре, од којих је помена вредан клавирски дуо са варијацијама на тему "Боже чувај краља!". До данас су се на репертоару задржала и четири клавирска трија (рађена по саветима Франца Листа), те бројне минијатуре и клавирске инструментације дела других композитора (нпр. соло-песама Франца Шуберта). Убрзо се окушао и на пољу музичко-сценских жанрова: пише две опере које нису изведене — "Страдела" (1841—42) и "Le Valet de Ferme (Слуга земљин)" (1852—53) — за коју је сам касније изјављивао да "није била вредна потрошеног мастила". Такође, компонује и ораторијум "Рут" (1843—46), који није доживео већи успех, иако су га критика и други композитори (Лист) похвалили.
Историјски куриозитет представља чињеница да је 1846. године Франк, први у историји, написао једну симфонијску поему, "Шта се прича у брдима", по тексту Виктора Игоа. Ово дело је остало необјављено до после композиторове смрти, но извесно је да је настало пре истоимене Листове композиције, која се сматра званично првом симфонијском поемом икада — наравно, треба имати у виду то да је Лист дефинисао симфонијску поему и у естетском смислу, док Франк, пак, то није учинио.

### Период самоизолације
Као што је већ речено, сачувано је веома мало дела из времена док је Франк радио искључиво као оргуљаш. Извесно је да је највећи број дела из ове фазе импровизовано на оргуљама и (ређе) хармонијуму. Поједине композиције су, штавише, објављене у годинама и деценијама после његове смрти, примарно у оквиру едиције "Оргуљаш". Својеврсни прекид стваралачке самоизолације је уследио крајем 1850-их година, када Франк пише ораторијум "Седам Христових речи на крсту" (1859), а у приближно исто време, компонује, а нешто касније и објављује "Шест комада за оргуље". Убрзо потом следи и "Миса за три гласа" (најпре написана за хор, троје солиста и оргуље), чувена по накнадно придодатом ставу "Panis angelicus" (за тенор, чело, харфу и оргуље, који се и данас веома често у најразличитијим интерпретацијама и аранжманима налази на репертоару). На наговор Листа, напокон, средином 1860-их година објављује неколико оргуљских композиција. Почетком 1870-их, публикује и циклус соло-песама. На пољу оргуљске музике, средином овог периода настаје "Велики симфонијски комад" (1859—60), дело у коме Франк исказује пуни потенцијал овог инструмента.

### Златни период
Период од почетка 1870-их до смрти је убедљиво најзначајнији за Франков опус. Тада настаје неколико симфонијских дела, најзначајније камерне композиције, још две опере, један ораторијум, једна кантата, те бројна дела за оргуље, клавир и хармонијум. 

#### Симфонијска дела
Франк се враћа симфонијској музици 1872. године, поемом "Избављење" (Rédemption), својеврсном хибриду ораторијума и традиционалне симфонијске композиције, писаном у два дела, за оркестар, наратора, женски и мешовити хор.
Следе поеме "Еолиде" (Les Éolides, 1875-76), "Уклети ловац", (Le Chasseur maudit, 1881-82, за оркестар и клавир), "Генији" (Les Djinns, 1884, за оркестар и клавир) и "Психе" (Psyché, 1886-87, за оркестар и хор).
Мада је принцип концертантне музике веома типичан за француску музику, Франк се није враћао "правом" клавирском концерту после младалачких дела, иако је клавир (као што је истакнуто) присутан у његовим поемама. Ипак, 1886. године пише дело у коме се звучно "сукобљавају" клавир и симфонијски оркестар — "Симфонијске варијације у фис-молу" (1886). После великог успеха те композиције, осмелио се да пише симфонију. Ово је представљало одређен изазов, наиме, крајем 19. века, после вишедеценијске "кризе" традиционалне симфоније, она се поново јавља у опусима бројних европских композитора.
Франк је своју "Симфонију у де-молу" компоновао две године, од 1886. до 1888. Интересантно, за разлику од већине тадашњих симфонија, конципирана је троставачно, што је у духу француске традиције 18. и раног 19. века. На пољу оркестрације и инструментације, куриозитет представља истицање енглеског рога, примарно у другом ставу, када овај инструмент добија готово солистички третман.
Но, за разлику од ранијих сличних дела, симфонија је дочекана доста хладно, како од публике, тако и од критике: Франк је, најпре, једва успео да обезбеди њено премијерно извођење (и то од стране студентског оркестра Конзерваторијума), а потом је дело нападнуто као "превише немачко", уз додатне коментаре како се чини да садржи сакривени програм.

#### Сценска дела
На пољу сценске музике, Франк пише још две опере: "Улда" (Hulda, 1882-85) и "Жизела" (Ghiselle, 1889), које су и данас повремено на репертоару оперских кућа. Далеко су, пак, значајнија његова духовна сценска дела: ораторијум "Блаженства" ("Les Beautitudes", 1869-79) и кантата "Ребека" ("Rébecca", 1880-81).

#### Камерна дела
На пољу камерне музике, помена су вредни "Клавирски квинтет у Еф-дуру" (1878—79), Гудачки квартет (1889), те, надасве, "Соната за виолину и клавир у а-молу" (1886). Ово дело је посвећено Ежену Исаију, те ју је овај виолиниста добио као поклон у јутро свог венчања и (према појединим наводима) извео на сопственој свадби. Поред виртуозитета виолинског парта, дело карактерише изузетно захтевна деоница клавира, те ово дело данас представља једно од најзначајнијих дела виолинске и камерне музике уопште.

#### Дела за клавијатурне инструменте
Од дела за соло-клавир, најзначајније дело из овог периода представља "Прелудијум, корал и фуга" (1884), објављен постхумно. 
На пољу оргуљске музике, Франк компонује "Три комада за оргуље" (објављено 1884), но нарочит значај носи његово последње дело уопште, "Три корала за оргуље" (објављено 1892), које је остало недовршено, услед композиторове смрти.

## Стил
У погледу стила, Франк представља веома јединственог ствараоца, кога није лако категорисати у неки од бројних праваца позноромантичарске епохе. Најпре, његов музички језик се приметно разликује од већине француских композитора с краја 19. века по томе што је веома авангардан, но уједно заснован на контрапунктској традицији 17. и 18. века. Евентуалне паралеле је могуће повући са једним од Франкових претходника, Ектором Берлиозом, који је неретко сврставан у припаднике тзв. "Новонемачке школе". Глобалније посматрано, сходно подели Едуарда Ханслика, он се не може сврстати ни у "апсолутисте", ни у следбенике "Новонемачке школе", јер компонује и програмска и апсолутна дела, а хармонски језик му је, сходно жанровима, веома авангардан, те сродан Листу и Вагнеру (нпр. у симфонијској и оргуљској музици), или, пак, традиционалан и сведенији (камерна дела и духовна дела). Са једне стране, његове композиције неретко буде евокације на неке старије епохе (пре свега на музички барок), а са друге стоје на прагу импресионистичких стремљења.

## Коришћена литература
- Klauspeter Bungert — César Franck - die Musik und das Denken. Das Gesamtwerk, neubetrachtet für Hörer, Wissenschaftler und ausübende Musiker. Mit einer allgemeinen Erörterung zum Ineinandergreifen von Form und klingendem Satz, Peter Lang, Bern, 1996
- Joël-Marie Fauquet — César Franck, Fayard, Paris, 1999.
- Vincent d'Indy — César Franck (a translation from French), John Lane, London, 1922.
- Robert J. Stove — César Franck, his life and times, Scarecrow Press, Lanham, 2011.
- Leon Vallas — La véritable histoire de César Franck, Flammarion, Paris, 1955.